# Ayten Amer
Ayten Amer es una actriz egipcia.

## Biografía
Samar Ahmed Abd El Ghaffar Amer nació el 22 de noviembre de 1986 en Alejandría, Egipto. Es hermana de la actriz Wafaa Amer y tiene una hija, Ayten Ezzelarab.

## Carrera
Amer se mudó a El Cairo cuando tenía 4 años. Más tarde estudió actuación y dirección y trabajó como modelo, lo que la ayudó a superar su miedo a la cámara. Su primer papel importante fue en Hadret El Motaham Aby (Mr. Guilty is My Father), con Nour El Sherif.

## Filmografía
- Sukkar Mor
- Elleila Elkebira
- Zana'et Settat
- Salem Abu Okhto
- Betawqit Elqahera
- Cart Memory
- Ala Gothety
- Harag Nosotros Marag[1]
- Hasal Kh'eer
- Sa3un nosotros Nos
- Banat ElA Soy
- Ya t'addi, Ya T-haddi[2][3][4]

### Series
- Shaqet Faisal
- Bein AL Sarayat
- Al Ahd (El Kalam El Mobah)
- El Boyoot Asrar
- Kika Alal Ali
- Elsabaa Wasaya
- Al Walida Basha
- El Zowga El Tanya
- Al Zoga Al Raba'a
- Keed El-Nesa
- Afrah
- Ayoub ramadán 2018
- 7adret el motaham 2aby [5]